# الرعاية الصحية في إيطاليا

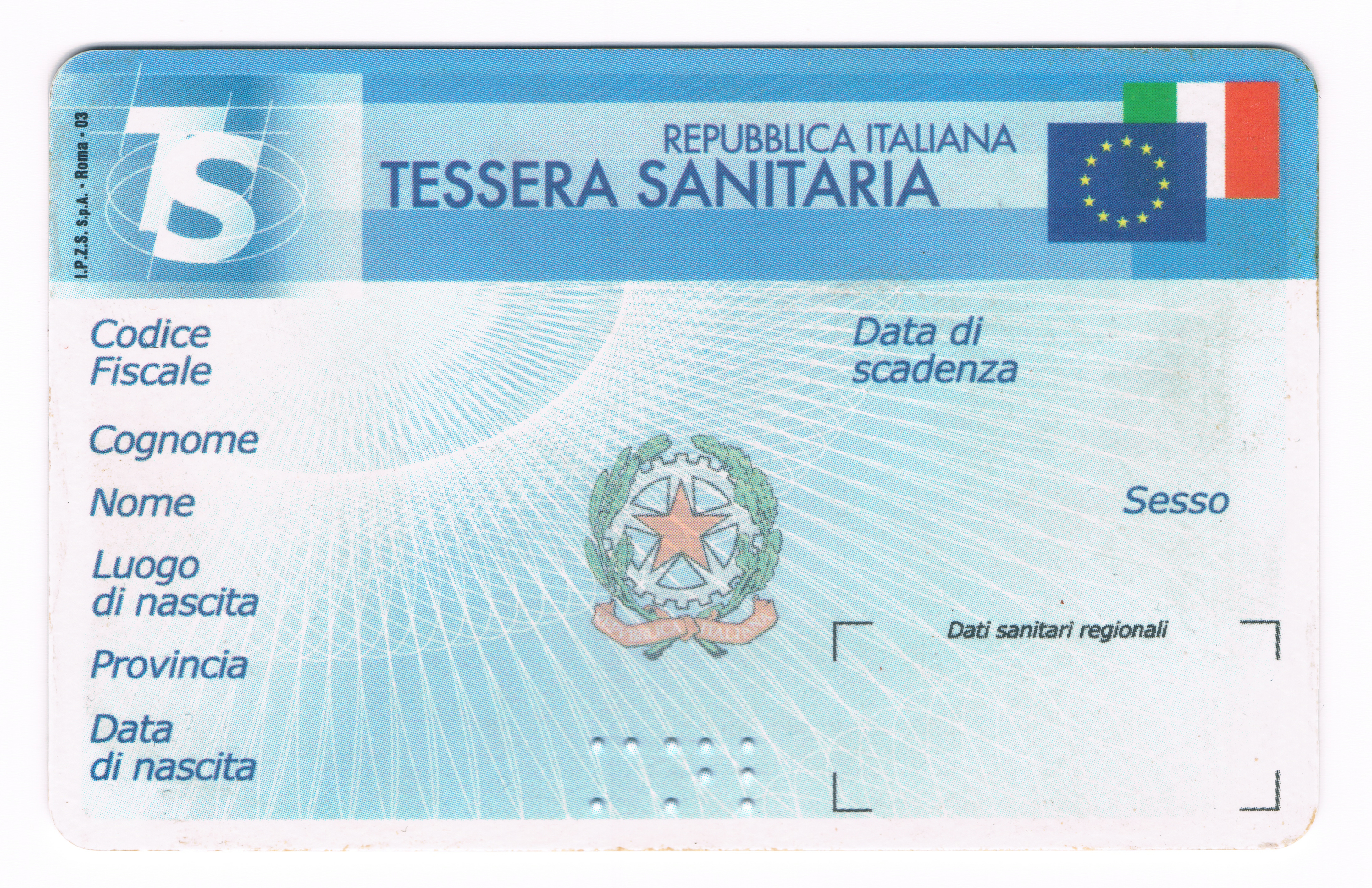
بطاقة التأمين الصحي الإيطالية

شكل الإنفاق على الرعاية الصحية في إيطاليا 9.2% من الناتج المحلي الإجمالي في عام 2012 (نحو 3,200 دولار للفرد)، وهو أقل قليلًا من المتوسط البالغ 9.3% في دول منظمة التعاون الاقتصادي والتنمية. ويُعد نحو77% من الإنفاق عام.
اعتُبر نظام الرعاية الصحية في إيطاليا في عام 2000، حسب تصنيف منظمة الصحة العالمية، ثاني أفضل نظام في العالم بعد فرنسا، ووفقًا لمنظمة الصحة العالمية، تمتلك إيطاليا سادس أعلى متوسط عمر متوقع في العالم. بلغ متوسط العمر المتوقع عند الولادة في إيطاليا 82.3 سنة في عام 2012، وهو أعلى بأكثر من عامين من متوسط منظمة التعاون الاقتصادي والتنمية.

## الخدمات الصحية الوطنية
أُنشئت هيئة خدمات الصحية الوطنية عام 1978.
توفَر الرعاية الصحية لجميع المواطنين والمقيمين عن طريق نظام مختلط بين القطاعين العام والخاص. تعتبر الخدمات الصحية الوطنية، سيرفيسيو سانيتاريو ناسيونالي (إس إس إن)، القسم العام، وتُنظم بإشراف وزارة الصحة وتدار على أساس إقليمي.
تدفع خدمات الصحة الوطنية رواتب أطباء الأسرة بالكامل، ويُلزموا بتوفير وقت للزيارة لخمسة أيام على الأقل في الأسبوع، ويتاح لهم استقبال 1500 مريض كحد أقصى. يمكن للمرضى اختيار وتغيير طبيبهم العام، حسب التوافر.
لا يمكن الحصول على الأدوية الموصوفة إلا إذا وصفها الطبيب. تكون مدعومة عمومًا إذا وصفها طبيب الأسرة، وتتطلب رسومًا مشتركة فقط تعتمد على نوع الدواء وعلى دخل المريض (تكون جميع الأدوية الموصوفة للفقراء مجانية في العديد من المناطق). تُدفع الأدوية التي لا تستلزم وصفة طبية من أموالهم الخاصة. لا يمكن بيع الأدوية الموصوفة والأدوية التي لا تستلزم وصفة طبية إلا في المتاجر المتخصصة (الصيدليات). احتلت إيطاليا المرتبة السادسة في عينة من 13 دولة متقدمة من ناحية استخدام سكانها المرجح للأدوية لـ14 فئة دوائية في عام 2009 والخامسة في عام 2013. واختيرت الأدوية المدروسة على أساس أن الحالات المعالجة كان لها معدل و/أو انتشار و/أو معدل وفيات مرتفع، وتسببت في مراضة طويلة الأجل وتكبدت مستويات عالية من الإنفاق وحدثت تطورات مهمة في الوقاية منها أو علاجها في السنوات العشر الماضية. لاحظت الدراسة صعوبات كبيرة في مقارنة استخدام الأدوية عبر الحدود.
توفر زيارات الأطباء المتخصصين أو الاختبارات التشخيصية بواسطة المستشفيات العامة أو بواسطة المستشفيات الخاصة التي لديها عقود لتقديم خدمات متعلقة بالخدمات الصحية الوطنية، وإذا وصفها طبيب الأسرة، لا تتطلب سوى دفع مشترك (40 دولارًا للزيارة دون أي اختبار تشخيصي) وهي مجانية للفقراء. تصل أوقات الانتظار عادةً إلى بضعة أشهر في المرافق العامة الكبيرة وبضعة أسابيع في المنشآت الخاصة الصغيرة التي لديها عقود لتقديم خدمات متعلقة بالخدمات الصحية الوطنية، ويمكن للطبيب المحوِّل تقصير فترات الانتظار للحالات الأكثر إلحاحًا من خلال ترتيبها حسب الأولوية.

## طب الطوارىء
تتكون خدمات الطبية الطارئة في إيطاليا حاليًا أساسًا من مجموعة من المتطوعين والشركات الخاصة التي تقدم خدمة الإسعاف، يكملها الأطباء والممرضين الذين يؤدون جميع إجراءات دعم الحياة المتقدم. ما يزال رقم هاتف الطوارئ الأساسي للخدمات الطبية الطارئة في إيطاليا هو 118، لأن رقم الطوارئ الأوروبي (112) لا يعمل في العديد من المناطق حتى الآن. تعد خدمة الطوارئ الطبية مجانية دائمًا. تُقدم الإسعافات الأولية بواسطة جميع المستشفيات العامة: تُعد الحالات العاجلة فهي مجانية تمامًا للجميع (حتى لغير المسجلين)، بينما يُطلب أحيانًا رسوم مشتركة (نحو 35 دولارًا) للحالات غير العاجلة.